# NGC 7750
NGC 7750 (również PGC 72367 lub UGC 12777) – galaktyka spiralna z poprzeczką (SBc/P), znajdująca się w gwiazdozbiorze Ryb. Odkrył ją William Herschel 30 sierpnia 1785 roku.